# Lola Montez

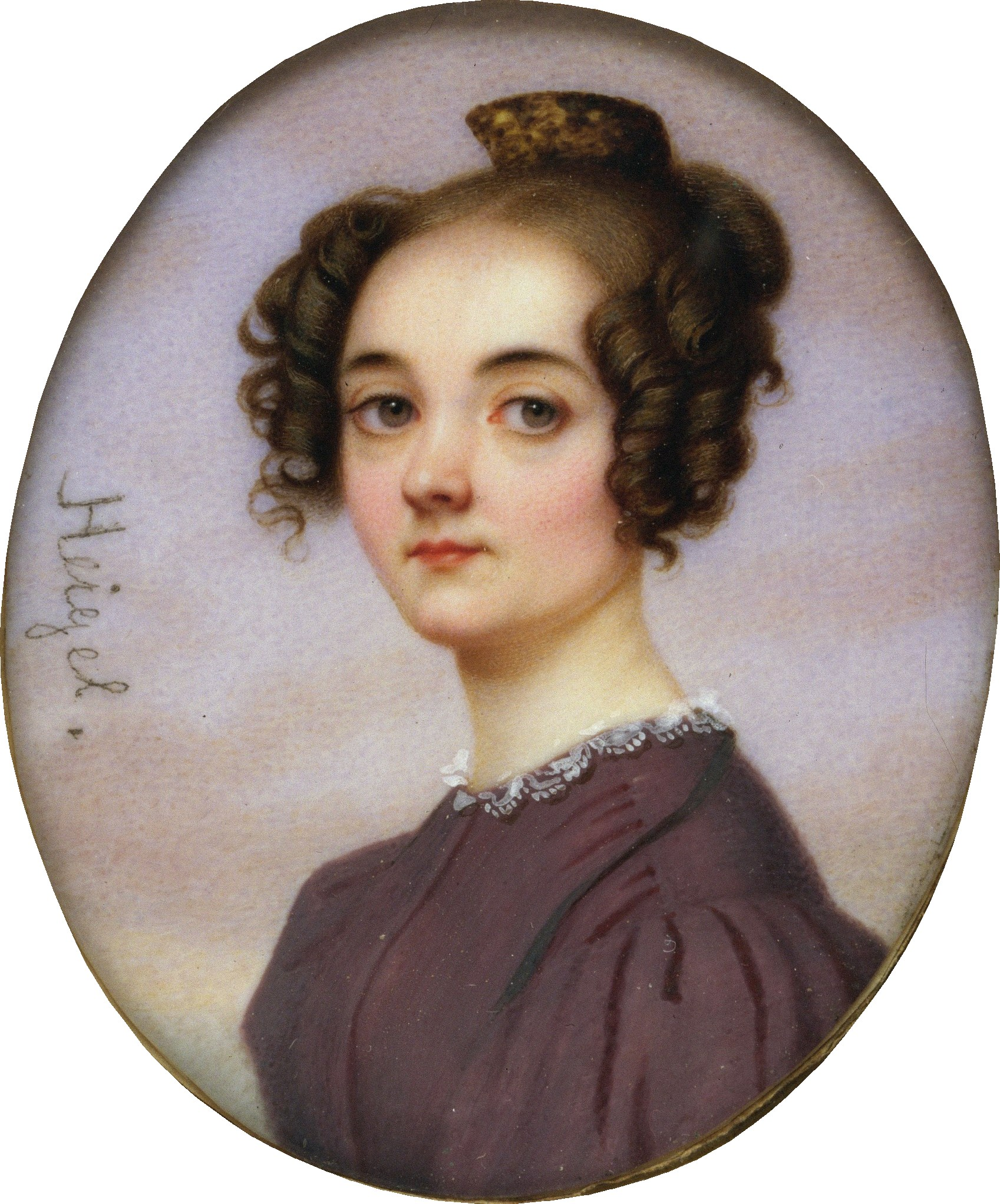
Lola Montez, Miniatur von Joseph Heigel, ca. 1837

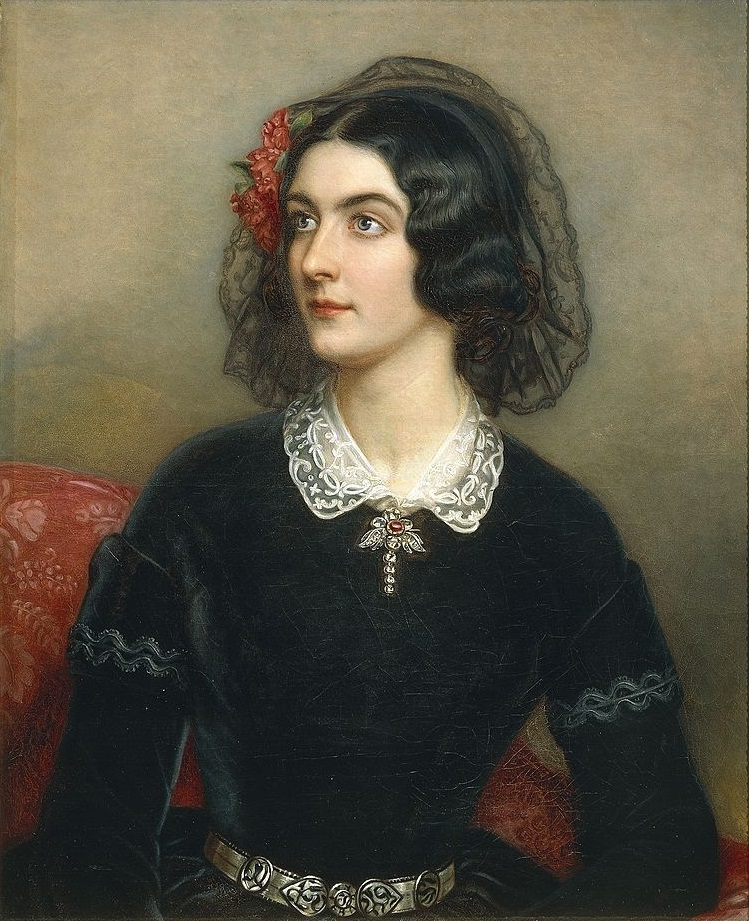
Lola Montez, Porträt von Joseph Karl Stieler in der Schönheitengalerie in Schloss Nymphenburg

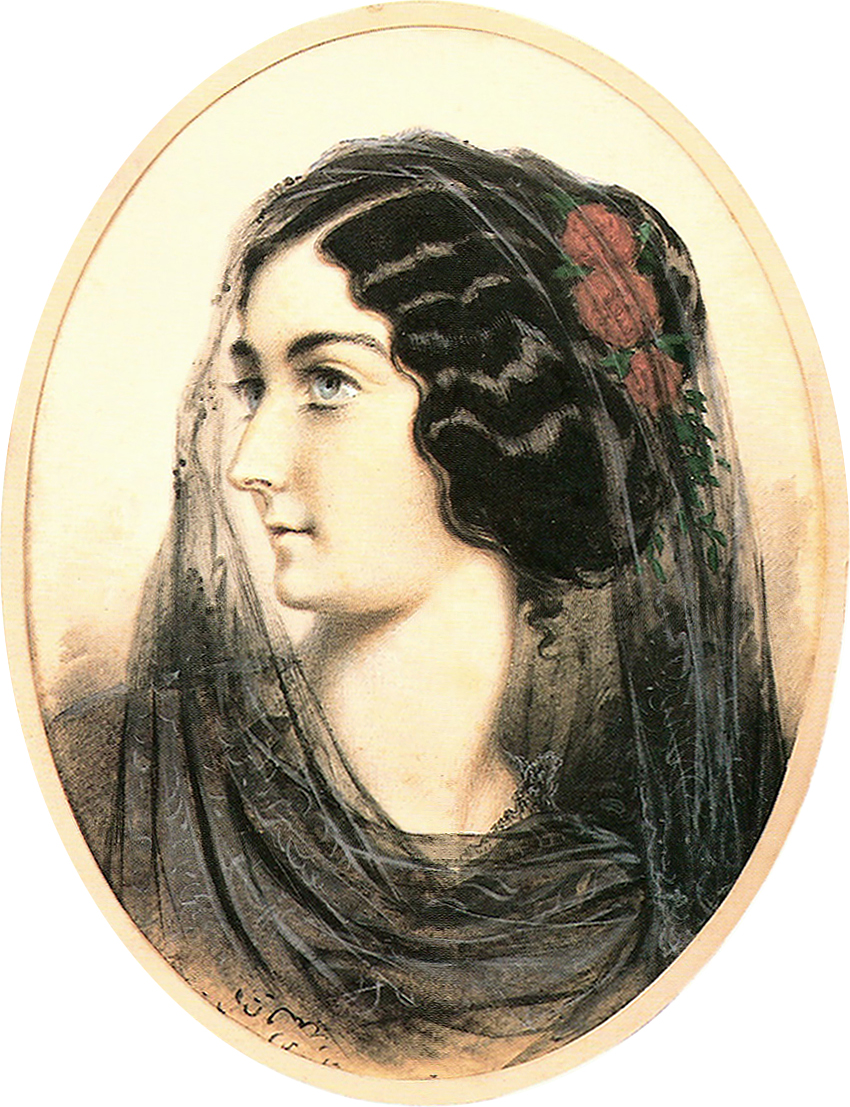
Lola Montez (Gouache von Carl Buchner, 1847)

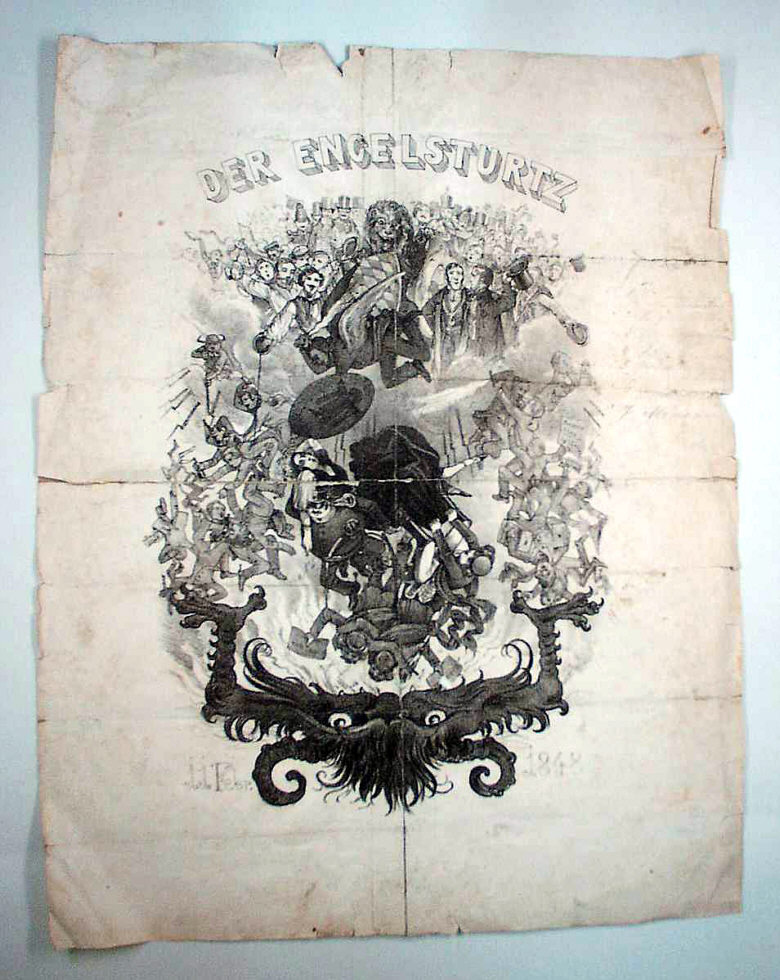
Der Engelsturtz, Einblattdruck aus Bayern (wohl 1848), satirische Darstellung des Ausgangs der Affäre Ludwigs I. mit Lola Montez

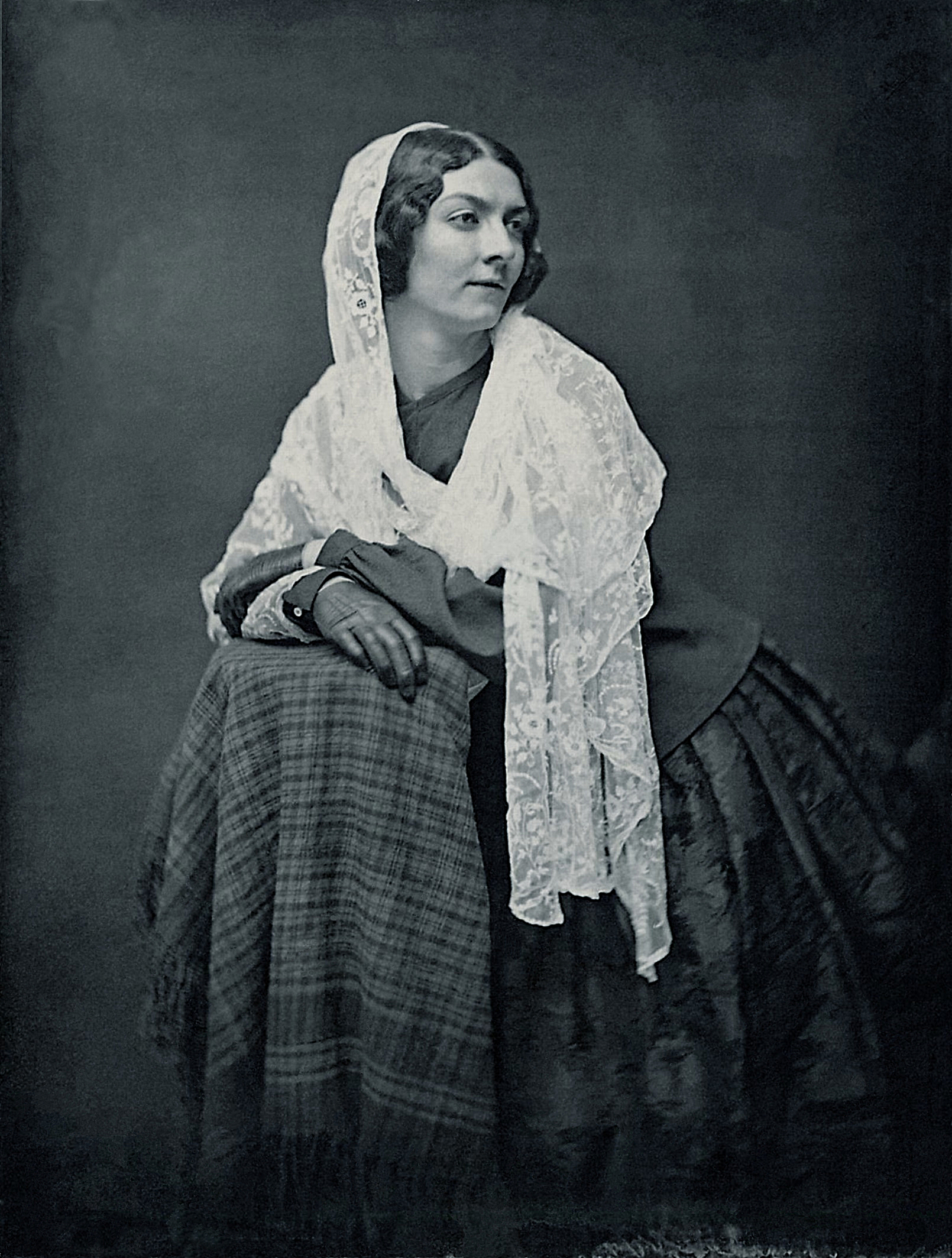
Lola Montez, Daguerreotypie von Southworth & Hawes (1851)

Elizabeth („Eliza“) Rosanna Gilbert, bekannt als Lola Montez (* 17. Februar 1821 in Grange, County Sligo; † 17. Januar 1861 in New York), war eine irische Tänzerin. Sie war die Geliebte König Ludwigs I. von Bayern, der sie 1847 zur Gräfin Marie von Landsfeld erhob.

## Jugend und erste Bekanntheit
Elizabeth Rosanna Gilbert wurde 1821 als Tochter des schottischen Offiziers Edward Gilbert und einer irischen Landadeligen, Eliza Oliver, geboren. 1822 siedelte die Familie nach Kalkutta (damals Hauptstadt von Britisch-Indien) über, wo ihr Vater kurz nach der Ankunft an Cholera starb. Von etwa 1823/1824 bis 1834 wuchs sie erst bei ihrem Stiefvater Captain John Craigie und dann bei ihrem Stiefonkel in Schottland auf und besuchte dann bis 1837 im englischen Bath ein Internat für höhere Töchter.
Um einer Konvenienzehe mit dem wesentlich älteren Richter Sir Abraham Lumley zu entgehen, ließ sie sich von dem englischen Offizier Thomas James 1836 nach Irland entführen. Im folgenden Jahr heiratete sie ihn und ging mit ihm 1838 nach Indien. Die Eheleute trennten sich 1839 in Simla.
Gilbert kam 1842 nach London zurück, lernte dort die spanische Sprache und die spanischen Tänze, was sie bei einer kurzen Spanien-Reise weiter vertiefte. 1843 kam sie unter dem Namen „Maria de los Dolores Porrys y Montez“ alias „Lola Montez“ wieder nach London und gab sich als spanische Tänzerin aus Sevilla aus. Nach erfolgreichem Debüt am 3. Juni 1843 wurde sie als Hochstaplerin entlarvt und floh aus England.
Unter dem Namen Lola Montez zog sie anschließend durch Europa und verursachte durch ihre zahlreichen Affären Skandale, zuerst mit Heinrich LXXII. im thüringischen Reuß-Ebersdorf. Am 3. September 1843 tanzte sie vor Friedrich Wilhelm IV. von Preußen und Zar Nikolaus I. die Los Boleros de Cadix in Berlin. Danach hatte sie ein Gastspiel in Warschau, das mit Tumulten endete. Aus Reuß-Ebersdorf, Berlin, Warschau und Baden-Baden wurde sie ausgewiesen. Nach ihrem Auftritt an der Pariser Oper 1844 erregte sie 1846 in einem Sensationsprozess Aufsehen, nachdem ihr Liebhaber, Redakteur bei der Zeitung La Presse, Alexandre Dujarier (1815–1845), in einem Duell erschossen worden war. Auch die Schriftsteller Alexandre Dumas der Ältere (1802–1870) und Alexandre Dumas der Jüngere (1824–1895) sowie Franz Liszt (1811–1886) gehörten zu ihren Verehrern.

## Die Affäre in München
Nach zwei Jahren in der Pariser Halbwelt kam sie am 5. Oktober 1846 nach München, stieg im Bayerischen Hof am Promenadeplatz ab und bewarb sich um ein Engagement als Tänzerin. Weil August von Frays, Intendant der Münchener Hofbühne, sie nicht auftreten ließ, suchte sie den bayerischen König Ludwig I. auf, der sie am 7. Oktober 1846 erstmals empfing. Am 10. Oktober gab sie ein Gastspiel am Münchner Hof- und Nationaltheater. Am 14. Oktober hatte sie dort einen weiteren Auftritt. Später wohnte sie im Hotel Zum goldenen Hirschen, danach in einer Privatwohnung in der Theresienstraße. Von ihrer Haushälterin, der als Polizeispitzel angesetzten Frau Desch, wurde sie fälschlich bezichtigt, nachts Studenten empfangen zu haben. Zu dieser Zeit entstand auch ein Porträt von ihr, das sich heute in der so genannten Schönheitengalerie in Schloss Nymphenburg befindet.
Die 25-Jährige wurde die Geliebte des 60-jährigen Königs. Ludwig I. ließ einen Monat und zehn Tage nach ihrem Auftritt sein Testament ändern. Darin wurde ihr eine Auszahlung von 100.000 Gulden zugesagt, falls sie bei seinem Ableben weder verheiratet noch Witwe wäre. Außerdem sollten ihr bis zu einer Verehelichung jährlich 2.400 Gulden gezahlt werden. Tatsächlich hatte sie bis zum Ende des Verhältnisses im Jahre 1850 insgesamt 158.084 Gulden erhalten. Darüber hinaus schenkte ihr der König ein Palais in der Barer Straße Nr. 7 in München als Wohnsitz. Dort zog sie im Juni 1847 ein. Ludwig besuchte sie dort, wie zuvor auch an den anderen Wohnsitzen, oft zwischen 17 Uhr und 22 Uhr. Manchmal empfing sie noch andere Herren, meistens Karrieristen, die sich von ihr ein gutes Wort beim König erhofften.
Das Verhältnis wurde schnell bekannt und allgemein missbilligt. Als der König verlangte, ihr die bayerische Staatsbürgerschaft zu verleihen, da ihr einziger Ausweis ein im Fürstentum Reuß-Ebersdorf ausgestellter Reisepass war, hielt sein Kabinett, vor allem Innenminister Karl von Abel, dies für illegitim. Am 11. Februar 1847 baten alle Minister um ihre Entlassung, die am 1. März erfolgte, und es wurde unter Schwierigkeiten ein neues Kabinett gebildet. Trotzdem wurde Lola Montez eingebürgert, was in der Theresienstraße zu Tumulten führte. Am 25. August 1847 wurde sie zur Gräfin von Landsfeld erhoben – „wegen der vielen, den Armen Bayerns erzeigten Wohltaten“.
Lola Montez war bei der Münchner Bevölkerung sehr unbeliebt. Sie löste mehrere Skandale aus, wenn sie Zigarre rauchend mit ihrer Dogge Turk durch München zog. Montez, der der Gedanke einer studentischen Leibgarde gefiel, gelang es, den Senior und weitere Corpsburschen des Corps Palatia München dazu zu bringen, sich ihr unter dem neuen Corpsnamen Alemannia anzuschließen. Von den Münchnern wurden diese alsbald verächtlich Lolamannen genannt. Zum Corpsstudenten und Vorsitzenden der studentischen Verbindungen Elias Peißner (1825–1863) unterhielt sie ein intimes Verhältnis. Ihr Verhalten verursachte einigen Ärger in der Studentenschaft, so dass schließlich alle anderen Münchener Corps (Suevia, Palatia, Bavaria, Isaria) die Alemannia anfeindeten. Professoren und hohe Beamte wurden entlassen. Als Montez schließlich von einer aufgebrachten Menge auf dem Theatinerplatz erkannt wurde, kam es zu Handgreiflichkeiten, woraufhin sie in die Theatinerkirche flüchtete. Daraufhin verordnete Ludwig I. am 9. Februar 1848 die sofortige Schließung der Universität bis zum Wintersemester 1848/49 und befahl allen Studenten, die Stadt binnen drei Tagen zu verlassen. Am 10. Februar 1848 zogen Studenten und andere Bürger vor die Residenz und es kam zu Unruhen in der Stadt.
Nach heftigem Protest der Geschäftsleute, Vermieter und Bürger wurde die Universität einen Tag später wieder geöffnet und es erging im Februar 1848 der Befehl, dass Gräfin Landsfeld die Stadt binnen einer Stunde zu verlassen habe. Sie flüchtete am 11. Februar 1848 in einer Kutsche unter den Augen der aufgebrachten Bevölkerung über Schloss Blutenburg nach Lindau und in die Schweiz. Im Kronrat gab Ludwig am 16. März die Erklärung ab, dass Lola Montez nicht mehr bayerische Staatsangehörige sei. Am 17. März wurde ein Fahndungsaufruf erlassen.
Diese ganzen Episoden und Auseinandersetzungen der Jahre 1847 und 1848 in München avancierten schnell zu einem sehr begehrten Theater- und Revuestoff. In der allgemeinen Unruhestimmung des Jahres 1848 (Märzrevolution) kam es am 20. März, nach einer gerüchteweise bekannt gewordenen heimlichen Rückkehr Lola Montez’, zur Abdankung des Monarchen.
Bei ihrer Flucht aus München ergatterte der begeisterte Sammler Graf Maximilian von Arco-Zinneberg einen Zigarettenstummel von Montez, den er zur Erinnerung beschriftete und der heute im Münchener Stadtmuseum gezeigt wird.

## Spätere Jahre
Lola Montez lebte ab Februar 1848 in der Schweiz, wo sie sich ein Wiedersehen mit Ludwig erhoffte. Die zahlreichen auf Spanisch geschriebenen Briefe zwischen ihr und Ludwig I. zeigen, dass sie mit dem übergebenen Geld in großem Luxus lebte. Zwischenzeitlich ließ sie sich auch noch mit dem Hochstapler Auguste Papon ein – dieser gab sich als „Marquis de Sard“ aus – und versuchte, Ludwig zu erpressen. Als Ludwig schließlich von der Affäre zwischen Peißner und Montez erfuhr, kühlte das Verhältnis sehr ab. Beide schrieben sich aber immer noch Briefe, in denen es ihr hauptsächlich darum ging, weiter Geld von ihm zu bekommen.
Im Jahre 1849 kehrte sie nach London zurück. Hier kündigte der „Covent Garden“ einen Auftritt von Lola Montez in dem später zurückgezogenen Drama Lola Montez ou la Comtesse pour une heure an.
Nach ihrer dortigen Heirat mit einem jungen britischen Offizier namens George Trafford Heald (1828–1853) brach Ludwig die Beziehung zu ihr gänzlich ab. Da ihr erster Ehemann, Thomas James, noch lebte, wurde sie wegen Bigamie angeklagt und musste aus Großbritannien fliehen. Sie reiste mit ihrem illegitimen Gatten, von dem sie sich aber bald im Streit trennte, ans Mittelmeer. Nach einem neuerlichen Versuch, in Paris und Belgien vor Publikum mit ihren spanischen Tänzen aufzutreten, und der Veröffentlichung ihrer Memoiren in der Tageszeitung Le pays ging sie 1851 in die Vereinigten Staaten.

Lola coming! Europe farewell! America I come. Karikatur von David Claypoole Johnston, 1852

Am Broadway trat sie 1852 in der Theaterrevue Lola Montez in Bavaria auf, worin sie sich selbst spielte. Bis 1853 tourte sie an der Ostküste, dann ging sie im Mai nach San Francisco. Im Juli 1853 heiratete sie Patrick Hull (geboren 21. Juni 1824, gestorben 21. Mai 1858) und ließ sich im August in der kalifornischen Goldgräberstadt Grass Valley nieder.
Ab 1855 hielt sie sich im Rahmen einer Tournee in Victoria, Australien, auf und unterhielt dort unter anderem Goldgräber mit ihren Darbietungen. Dabei eröffnete sie mit einer Vorstellung 1856 das Theatre Royal in der Goldgräberstadt Castlemaine. Sie kehrte 1857 nach New York zurück. Montez machte sich in den Vereinigten Staaten und in Großbritannien zuletzt einen Namen mit Lesungen, die ihr ein finanzielles Auskommen ermöglichten. Sie schrieb Ratgeber, Satiren und engagierte sich für „Gefallene Mädchen“ und wurde unter Einfluss des protestantischen Journalisten Charles Chauncey Burr (1817–1883) zur bekennenden Christin.
Nachdem sich schon im Sommer schlaganfallähnliche Symptome als Auswirkung von Neurolues gezeigt hatten, zog sich die 39-Jährige zu Weihnachten 1860 eine Lungenentzündung zu und starb am 17. Januar 1861 in New York. Ihr Grab befindet sich auf dem Green-Wood Cemetery in Brooklyn.

## Schriften
- Memoiren. Hrsg. von A. Papon u. a. 9 Bände. Scheible, Stuttgart 1849 (Digitalisate Bd. 1, 4, 5, 6, 7, 9). Neuausgabe: Memoiren der Lola Montez (Gräfin v. Landsfeld). Herausgegeben und mit einem Nachwort versehen von Kerstin Wilhelms. 2 Bde. Zweitausendeins, Frankfurt am Main 1986.
- The Arts of Beauty; Or, Secrets of a Lady’s Toilet: With Hints to Gentlemen on the Art of Fascinating. New York 1858 (Digitalisat).
- Anecdotes of Love. Being a true Account of the Most Remarkable Events Connected with the History of Love, in All Ages and Among all Nations. New York 1858 (Digitalisat).

## Rezeption

### Film

#### Kino
- Lola Montez, 1918, Regie Robert Heymann, mit Leopoldine Konstantin als Lola
  - Lola Montez II - Am Hofe Ludwigs I. von Bayern, 1919, Fortsetzung des 1918 erschienenen Stummfilms, mit Hans Albers als Josef von Dillingen und Marija Leiko als Lola
- Lola Montez, die Tänzerin des Königs, 1922, mit Ellen Richter in der Titelrolle
- The Palace of Pleasure, 1926, US-amerikanischer Stummfilm der Fox Film Corporation, mit Betty Compson als Lola (gilt als verschollen)
- Lola Montes, 1944, spanischer Spielfilm, mit Conchita Montenegro als Lola
- Lola Montez, 1955, (französischer Titel: Lola Montès), deutsch/französischer Film, Regie Max Ophüls, mit Martine Carol, Peter Ustinov und Adolf Wohlbrück

#### Fernsehen
- Lola Montez, 1962, australischer Fernsehfilm über ihre Zeit in Australien, mit Brigid Lenihan als Lola

### Bühne
- Zauberin Lola, Operette von Eduard Künneke (Musik), Alfried Brieger und Sigmund Graff (Text), Uraufführung: Dortmund 1937
- Bacchanale, Ballett, 1939, von Léonide Massine
- Lola Montez, Ballett, 1946, von Edward Caton
- Lola Montez, „Dramma per musica“ (Musical), 1972, von Peter Kreuder (Musik) und Maurus Pacher (Libretto)[13]
- Lola Montez – die falsche Spanierin, Drama, 2018, von Bernhard Setzwein[14]
- Lola M., Konzertante Version, 2022, von und mit Georg Ringsgwandl, Premiere: Cuvilliés-Theater, 14. April 2022[15]

### Belletristik
- Cécil Saint-Laurent: Von Glück und Trauer trunken. Verlag der europäischen Bücherei H. M. Hieronimi, Bonn 1956 (romanhafte Biografie; Originaltitel: Lola Montès).
- Jacqueline Wilmes / Jaques Prezelin: Lola Montez. Fluch der Schönheit Editions Rencontre Lausanne, Lausanne 1971 (romanhafte Biografie).
- Friedrich Poths-Wegner: Lola Montez. Verlag von Paul List, Leipzig 1902 (historischer Roman).
- Miloš Crnjanski: Ein Tropfen spanisches Blut. Roman. Aus dem Serbischen von Hans Volk. Leipziger Literaturverlag 2022. Original 1970 unter dem Titel Kap španske krvi in Belgrad bei Nolit erschienen.

### Musik
- Die dänische Band Volbeat veröffentlichte im April 2013 auf ihrem Album Outlaw Gentlemen & Shady Ladies das Stück Lola Montez. Die Single wurde in Dänemark mit einer Goldenen Schallplatte ausgezeichnet.
- Die Münchner Band BETA veröffentlichte im August 2019 das Stück „Lola Montez“ als Singleauskopplung ihres im Februar 2020 erschienenen Albums „Teletext“. Das Stück behandelt Parallelen zwischen dem Lebensstil der Band und Lola Montez.

### Darstellende Kunst
- Kunstverein Familie Montez mit gleichnamiger Ausstellungshalle in Frankfurt am Main
- Im Tafelservice berühmter Frauen von Vanessa Bell und Duncan Grant von 1934 ist ihr ein Teller gewidmet.

## Dokumentarfilm
- Lola und Ludwig – Die Mätresse und ihr König. Regie: Wolf Truchsess von Wetzhausen. ZDF. 2016.

## Radiofeature
- Justina Schreiber: Hochstaplerin, Mätresse, Broadwaystar. Die Pirouetten der Lola Montez. In: Bayerisches Feuilleton, Bayern 2, Bayerischer Rundfunk 2020. Gesendet am 14. Februar 2021.

## Podcast
- Geschichten aus der Geschichte, Folge 283: Lola Montez, abgerufen am 26. Februar 2021